# Németországi S-Bahn-hálózatok listája

S-Bahn-hálózatok Németországban 2022-ben
Zöld: S-Bahn
Sárga: Tram-train

Ez a lista a Németországban kiépült vagy tervezett S-Bahn-hálózatokat sorolja fel táblázatos formában a Wikidata alapján. Segít áttekinteni a meglévő szócikkeket és annak hiányosságait. A táblázatot nem itt, hanem a Wikidatán lehetséges bővíteni.

## S-Bahn-hálózatok listája
| Név                      | Logó | Ország                                   | Közigazgatási egység | Nyomtávolság            | Hálózat hossza | Alapítás éve | Kezelő                                                           | Megrendelő | Vonalak | Általában használt jármű | Térképvázlat | Kép |
| ------------------------ | ---- | ---------------------------------------- | --- | ----------------------- | -------------- | ------------ | ---------------------------------------------------------------- | --- | --- | --- | ------------ | --- |
| Berlini S-Bahn           |      | Németország                              | Berlin Brandenburg | 1435 mm-es nyomtávolság | 331            | 1924-08-08   | S-Bahn Berlin GmbH                                               | | S1 S2 S9 S85 S8 S75 S7 S5 S47 S42 S46 S25 S41 S45 S3 S26 S15                                                 | BVG 480 sorozat DB 481 sorozat DR 270 sorozat DRG ET 169 sorozat DRG ET 168 sorozat DR ET 165 sorozat DRG ET 125 sorozat DRG ET 166 sorozat DRG ET 167 sorozat DR ET 170 sorozat DB 483 és 484 sorozat |              |     |
| Bodensee-S-Bahn          |      | Ausztria Németország Liechtenstein Svájc | | 1435 mm-es nyomtávolság |                |              |                                                                  | | | |              |     |
| Breisgau S-Bahn          |      | Németország                              | Freiburg im Breisgau | 1435 mm-es nyomtávolság | 235            |              |                                                                  | | | Alstom Coradia Continental Bombardier Talent 3 Siemens Desiro HC |              |     |
| Brémai S-Bahn            |      | Németország                              | Bréma Alsó-Szászország | 1435 mm-es nyomtávolság | 270            |              |                                                                  | | RS 1 RS 2 RS 3 RS 4 RS 6 NWB RS 30 (Lower Saxony)                                                            | NWB ET 440 |              |     |
| Drezdai S-Bahn           |      | Németország                              | Drezda Sächsische Schweiz-Osterzgebirge járás Meißen Mittelsachsen járás | 1435 mm-es nyomtávolság | 77             |              | DB Regio Südost                                                  | Verkehrsverbund Oberelbe Verkehrsverbund Mittelsachse | S1 S2 S3 S 8 (Dresden)                                                                                       | DB 182 sorozat DB 143 sorozat |              |     |
| Erfurt S-Bahn            |      | Németország                              | Erfurt |                         |                |              | Deutsche Reichsbahn                                              | | | DR V 100 sorozat |              |     |
| Hamburgi S-Bahn          |      | Németország                              | Hamburg | 1435 mm-es nyomtávolság |                | 1907         | S-Bahn Hamburg GmbH                                              | | S1 S11 S2 S21 S3 S31 S4 S5 S6                                                                                | DB 474 sorozat DBAG Class 490 |              |     |
| Münsterland-S-Bahn       |      | Németország                              | Münster Steinfurt kerület Coesfeld kerület Borken kerület Warendorf kerület | 1435 mm-es nyomtávolság |                |              |                                                                  | | | |              |     |
| S-Bahn Augsburg          |      | Németország                              | Svábföld | 1435 mm-es nyomtávolság |                |              |                                                                  | | | |              |     |
| S-Bahn Basel             |      | Németország Svájc Franciaország          | Bázel | 1435 mm-es nyomtávolság |                |              | Svájci Szövetségi Vasutak                                        | | S1 S3 S9 S6 S5 A15 Mulhouse Saint-Louis Basle TER Liestal–Waldenburg-vasútvonal RB 27 RB 30                  | |              |     |
| S-Bahn Hannover          |      | Németország                              | Hannover Celle Hameln-Pyrmont járás Hildesheim járás Nienburg/Weser járás Schaumburg járás Minden-Lübbecke járás Höxter járás Lippe járás Paderborni járás                            | 1435 mm-es nyomtávolság |                |              | Transdev Hannover GmbH                                           | | S1 (Hannover) S2 (Hannover) S21 (Hannover) S3 (Hannover) S4 (Hannover) S5 (Hannover) S51 (Hannover) S6 S7 S8 | DB 424 sorozat DB 425 sorozat |              |     |
| S-Bahn Kiel              |      | Németország                              | Kiel | 1435 mm-es nyomtávolság |                |              |                                                                  | | | |              |     |
| S-Bahn Köln              |      | Németország                              | Köln kormányzati kerület Regierungsbezirk Düsseldorf Észak-Rajna-Vesztfália | 1435 mm-es nyomtávolság |                |              | Deutsche Bahn                                                    | | | DB 422 sorozat DB 423 sorozat DB 420 sorozat Alstom LHB Coradia LINT |              |     |
| S-Bahn Mitteldeutschland |      | Németország                              | Lipcse Halle Lipcse (járás) Nordsachsen járás Zwickau járás Bautzen járás Elbe-Elster járás Altenburger Land járás Saalekreis Anhalt-Bitterfeld járás Wittenbergi járás Dessau-Roßlau | 1435 mm-es nyomtávolság |                |              | DB Regio Südost                                                  | Zweckverband für den Nahverkehrsraum Leipzig Nahverkehrsservice Sachsen-Anhalt Thüringer Landesamt für Bau und Verkehr Verkehrsverbund Berlin-Brandenburg Verkehrsverbund Mittelsachse Verkehrsverbund Oberelbe | S1 S2 S3 S4 S5 S5X S6 S7 S8 S9 S47 (Mitteldeutschland)                                                       | Bombardier Talent 2 |              |     |
| S-Bahn Mittelelbe        |      | Németország                              | Magdeburg | 1435 mm-es nyomtávolság | 130            |              | DB Regio Südost Elbe Saale Bahn                                  | Nahverkehrsservice Sachsen-Anhalt | | DB 425 sorozat |              |     |
| S-Bahn Nürnberg          |      | Németország                              | Nürnberg | 1435 mm-es nyomtávolság |                |              | DB Regio Bayern                                                  | | S1 S2 S3 (old) (Nuremberg) S3 S4 S5 (Nuremberg) S6 (Nuremberg)                                               | Bombardier Talent 2 DB 1440 sorozat |              |     |
| S-Bahn Rhein-Main        |      | Németország                              | Rhein-Main-Gebiet | 1435 mm-es nyomtávolság |                | 1978         | Deutsche Bahn                                                    | | S1 S2 S3 S4 S5 S6 S7 S8 S9                                                                                   | DB 420 sorozat DB 423 sorozat DB 430 sorozat |              |     |
| S-Bahn Rhein-Ruhr        |      | Németország                              | Rhine-Ruhr Metropolitan Region | 1435 mm-es nyomtávolság |                |              | DB Regio NRW Regiobahn GmbH Abellio Rail NRW                     | | S1 S2 S3 S4 S5 S6 S7 S8 S9 S11 S12 S13 S19 Voreifelbahn S23 (Rhine-Ruhr S-Bahn) S28 S68                      | DB 420 sorozat DB 422 sorozat DB 423 sorozat Alstom Coradia Continental Stadler Flirt3XL |              |     |
| S-Bahn RheinNeckar       |      | Németország                              | Rhine-Neckar Metropolitan Region | 1435 mm-es nyomtávolság |                |              | Deutsche Bahn                                                    | | S1 S2 S3 S33 S39 (RMV) S4 S44 S5 S51 S6 S7 S8 S9                                                             | DB 425 sorozat |              |     |
| S-Bahn Rostock           |      | Németország                              | Rostock | 1435 mm-es nyomtávolság |                | 1970         | DB Regio Nordost                                                 | | S1 S2 S3 | Bombardier Talent 2 |              |     |
| S-Bahn Stuttgart         |      | Németország                              | Stuttgart régió | 1435 mm-es nyomtávolság |                |              | DB Regio                                                         | | S1 S11 S2 S3 S4 S5 S6 S60 S62                                                                                | DB 420 sorozat DB 423 sorozat DB 430 sorozat |              |     |
| Salzburgi S-Bahn         |      | Ausztria Németország                     | Salzburg Berchtesgadener Land járás Traunstein járás | 1435 mm-es nyomtávolság |                |              | Osztrák Szövetségi Vasutak Salzburg AG Berchtesgadener Land Bahn | | S1 (Salzburg) S2 S3 S4 S11                                                                                   | ÖBB 4023 sorozat ÖBB 4024 sorozat Stadler FLIRT SLB ET40/50 ÖBB 4746 sorozat |              |     |
| Schaffhausen S-Bahn      |      | Svájc Németország                        | Schaffhausen kanton Baden-Württemberg |                         |                |              | SBB GmbH                                                         | | S62 S64 S65                                                                                                  | |              |     |
| Vorarlberg S-Bahn        |      | Ausztria Németország Svájc               | Vorarlberg Lindau St. Margrethen | 1435 mm-es nyomtávolság | 80             |              | Osztrák Szövetségi Vasutak Montafonerbahn AG                     | | S1 S2 S3 S4 S5 S7                                                                                            | ÖBB 4024 sorozat |              |     |
| müncheni S-Bahn          |      | Németország                              | München Starnberg járás Fürstenfeldbruck járás Dachau járás Freising járás Erding járás Ebersberg járás München járás Bad Tölz-Wolfratshausen járás                                   | 1435 mm-es nyomtávolság | 434            |              | DB Regio Bayern                                                  | | S1 S2 S3 S4 S5 S6 S7 S8 S20 S5 (München)                                                                     | DB 423 sorozat DB 420 sorozat DB 425 sorozat DB 424 sorozat |              |     |